# ラモント・ジョーンズ
ラモント・ジョーンズ（Lamont Jones、1990年6月26日 - ）は、アメリカ合衆国出身のバスケットボール選手である。ポジションはガード。身長183cm、体重90kg。

## 経歴
ニューヨークのハーレム出身の彼は、高校の最終学年に平均21.3得点、8アシストをあげる活躍で、チームは41勝1敗の成績を残した。
当初、彼は南カリフォルニア大学への進学を予定していたが、ティム・フロイドヘッドコーチが辞任したため、アリゾナ大学に入学、2011年のNCAAトーナメントではベスト8決定戦で、デューク大学を破る番狂わせを演じた。2010-2011年シーズン終了後、祖母が肝炎になったことから、彼は故郷のニューヨークに近いアイオナ大学へ転校した。2011-2012年シーズン、4年生のスコット・マチャドとで、バックコートを形成したチームはNCAAトーナメントに進出した。この年彼は平均15.7得点をあげて、メトロ・アトランティック・アスレティック・カンファレンスのセカンドチームに選ばれた。4年次には全米3位となる平均22.6得点をあげ、カンファレンスの最優秀選手に選ばれた。またAP通信からはオールアメリカンに選ばれた。
2013年のNBAドラフトで指名されなかった彼は、熊本ヴォルターズと契約を結んだ。
低迷するチームの中で、デボーン・ワシントンとともにチームの得点源として活躍した。11月9日の三菱電機ダイヤモンドドルフィンズ名古屋戦では第3Qにデボーン・ワシントンと2人で23点をあげるなど、86-79の延長での勝利に貢献した。2014年2月14日、チームと合意してヴォルターズとの契約が解除された。
その後、サウジアラビアのAl Ittihad JeddahやAl Nasr Riyadh、フィンランドのLapuan Korikobrat、モンテネグロのKK Mornar Barで活動。
活躍の場をドイツに移し、ミッテルドイチャーBCを経て、2018年現在はMHPリーゼン・ルートヴィヒスブルクと契約。